# Molophilus occidentalis
Molophilus occidentalis là một loài ruồi trong họ Limoniidae. Chúng phân bố ở miền Australasia.